# Parque estatal Cavernas de Florida
El Parque estatal Cavernas de Florida (en inglés: Florida Caverns State Park) es un espacio protegido del estado de la Florida, ubicado al sureste de los Estados Unidos, cerca de Marianna. Es el lugar donde se encuentran las únicas cuevas ventiladas accesibles a los turistas en Florida.
Las cavernas de Florida son inusuales para el estado. Las cavernas de piedra caliza se formaron con el tiempo, con filtraciones de agua y se disolvió en la base local, permitiendo la formación de estalagmitas, estalactitas y otras estructuras naturales similares.